# Fabryka zła
Fabryka zła (niem. Napola – Elite für den Führer) – niemiecki dramat wojenny z 2004 roku w reżyserii Dennisa Gansela. Zdjęcia kręcono w Hamburgu i w Pradze.